# Грей, Чед
Чед Грэй (англ. Chad Gray; род. 16 октября 1971) — американский музыкант, наиболее известный как фронтмен ню-метал-группы Mudvayne и грув-метал группы Hellyeah.

## Биография
Родился в 1971 году в городе Декатур, штат Иллинойс в семье Дэна и Митзи Дэвисов. В 1996 году бросает работу на заводе и переезжает в Пеорию, где собирает группу «Mudvayne». Чед сочетает в песнях и чистый вокал и характерный для него харш.
В 2006 году создаётся супергруппа «Hellyeah», в которую, кроме Грея, вошли гитаристы Грэг Триббетт («Mudvayne»), Том Максвэлл («Nothingface»), басист Джерри Монтано («Nothingface») и барабанщик Винни Пол («Pantera», «Damageplan»). В 2007 году вместо Монтано в группу приходит Боб Зилла («Damageplan»). Грей сочетает работу вокалиста в обеих группах.

## Дискография

### Mudvayne
- Kill, I Oughtta (1997)
- L.D. 50 (2000)
- The Beginning of All Things to End (2001)
- The End of All Things to Come (2002)
- Lost and Found (2005)
- The New Game (2008)
- Mudvayne (2009)

### «Hellyeah»
- 2007 — Hellyeah
- 2010 — Stampede
- 2012 — Band of Brothers
- 2014 — Blood For Blood
- 2016 — Undeniable
- 2019 — Welcome Home

## Личная жизнь
В 2005 году женился на Кэлли Олсон. У пары есть дом в Клэмаф Фоллс, штат Орегон.  
Осенью 2020 года вновь женился, его женой стала Шеннон Ганз.

## Интересные факты
- Бабушка Чеда — Бэтти Рау — по его же словам, оказала на музыканта большое влияние, устроив его петь в хор. В 2005 году, после продолжительной болезни, Бэтти Рау умерла от рака. Ей посвящены песни «Thank You» группы «Hellyeah» и «Death Blooms» группы «Mudvayne»[3].
- Чед Грей участвовал приглашённым вокалистом в записи песен «Monsters» группы «V Shape Mind», «Falling Backwards» группы «Bloodsimple» и «Miracle» группы «Nonpoint».
- Грей в составе «Mudvayne» записал два саундтрека — «Not Falling» для фильма «Корабль-призрак» (2002) и «Forget To Remember» для фильма «Пила 2» (2005)[4]. Также, в составе «Hellyeah», в 2007 году записал песню «You Wouldn’t Know» для видеоигры «WWE SmackDown vs. Raw 2008»[4].
- Чед утверждает, что любит играть в гольф[5].